# El Pan (canton)
El Pan est un canton d'Équateur situé dans la province d'Azuay.